# Mesenteripora triregorum
Mesenteripora triregorum är en mossdjursart som beskrevs av Taylor och Gordon 200. Mesenteripora triregorum ingår i släktet Mesenteripora och familjen Entalophoridae. Inga underarter finns listade i Catalogue of Life.